# Ильин, Сергей Андреевич
Серге́й Андре́евич Ильи́н (псевдонимы Little man, Сэр Гуня, Коко, Лель, С. И-н, 23 апреля 1867 года — 13 июля 1914 года) — российский поэт, фельетонист, актёр, дирижёр, музыкант и общественный деятель. Старший брат Михаила Андреевича Ильина (Осоргина), известного писателя, журналиста и участника Революции 1905 года.
Посмотри, в вечерний час

  Вдоль по Каме реют лодки

В каждой лодке баритон,

И старательно из глотки

    звуки извлекает он.

Скромных песен буржуазных

  Сей певец не признает,

Он отрывки опер разных

    исключительно поет.

По реке плывут зеркальной

    Сотни лодок, челноков,

В них по мере минимальной

    Сто поющих пермяков.

Вывод должен быть таков:

    Пермь есть город музыкальный.

## Биография
Сергей Андреевич Ильин родился 23 апреля 1867 года в Уфе. С 6-летнего возраста жил в Перми. Окончил Пермскую классическую гимназию, затем — Казанский университет. Вернувшись в Пермь, поступил в штат газеты «Пермские губернские ведомости». Публиковал стихи и стихотворные фельетоны о многих событиях, происходивших в городе, возглавлял отделы фельетона и беллетристики. Ильин писал рецензии на театральные постановки, играл в любительских спектаклях. Участвовал в работе Пермского музыкального кружка, где проявил себя как певец, оркестрант, дирижёр и аранжировщик.
В 1905 году в Перми был издан сборник поэзии Сергея Ильина «Стихотворения. Выпуск первый. Лирика на злобу дня».
Ильин скончался 26 июня 1914 года от туберкулёза лёгких. Похоронен на Егошихинском кладбище.